# Croatia osiguranje
«Croatia osiguranje» — хорватская страховая компания. Является старейшей и самой крупной страховой компанией Хорватии. Была основана в Загребе 4 июня 1884 года как «Хорватское страховое общество» (хорв. Croatia osiguravajuća zadruga). Одним из основателем был известный хорватский писатель Август Шеноа.

## История

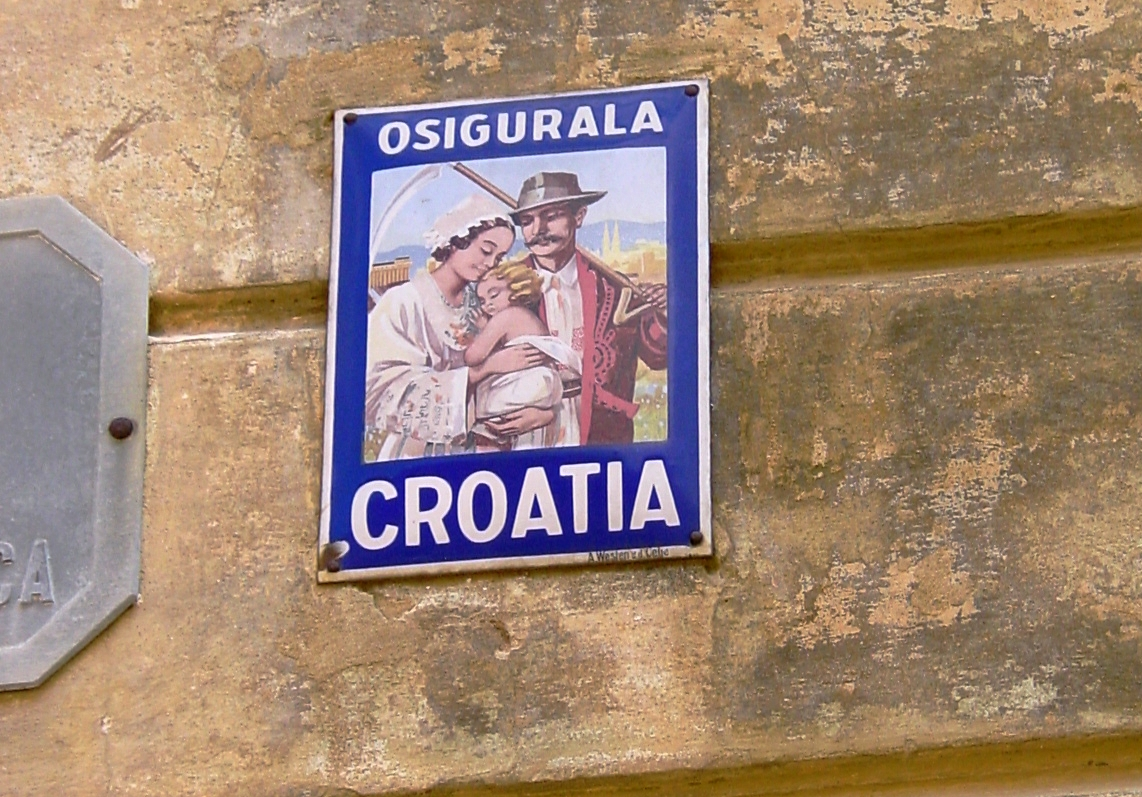
Страховая доска, установленная когда-то перед номером дома, который был застрахован в этой компании

На сессии депутатов Загреба 4 июня 1884 года был принят устав Хорватского страхового общества. Эту дату принято считать датой основания компании.
Значительные финансовые убытки компании нанёс пожар в Боснии и Герцеговине в 1903 году. Тогда пришлось удовлетворить 42 страховых требования. Однако, компания осталась на плаву и в 1905 году был открыт филиал в Сараево. С 1908 года в Боснии и Герцеговине стартовала программа страхования жизни, имевшая наибольшую популярность.
Во время Первой мировой войны страховой бизнес испытывал трудности, однако после её окончания компания продолжила рост, открыв несколько отделений в Боснии и Герцеговине.
После Второй мировой войны название компании сменилось на «Državni osiguravajući zavod (DOZ)» — «Государственная страховая компания». В 1967 году DOZ была преобразована в «Объединённый институт страхования и перестрахования Загреба», а в Приедоре было открыто представительство. В первой половине 1980-х годов компанией руководил бывший мэр Загреба — Иво Латин. В конце 1980-х были открыты отделения в сразу в нескольких городах Боснии и Герцеговины.
В 1990 году компания стала акционерным обществом.